# Kybunpark
AFG Arena – stadion piłkarski w St. Gallen w Szwajcarii. Oficjalne otwarcie nastąpiło 5 maja 2008 roku, a koszt jego budowy wyniósł 69,2 mln franków szwajcarskich. Swoje mecze rozgrywa na nim drużyna FC Sankt Gallen. Zastąpił stary obiekt klubu, stadion Espenmoos. Pojemność stadionu wynosi 19 694 widzów (18 026 na mecze międzynarodowe). Nazwa wzięła się od sponsora, firmy Arbonia-Forster-Gruppe. Obiekt wyposażony jest w sztuczne oświetlenie, podgrzewaną płytę boiska, dwa telebimy, miejsca dla osobistości, loże prasowe oraz sale konferencyjne. Wewnątrz budynku znajduje się również centrum handlowe.